# Johannes Reson
Johannes Reson, auch Johannes Rezon, (wirksam in den 1420er und 1430er Jahren) war ein Renaissancekomponist möglicherweise französischer Abstammung. Er ist möglicherweise identisch mit dem im Frühjahr 1431 am Dom von Siena nachweisbaren Ser Giovanni Ragione, cantore, also dem Sänger Giovanni Ragione. Biografisch ist nur wenig von Johannes Reson bekannt.

## Leben und Werk
Reson komponierte einen der ersten polyphonen Messzyklen. Allerdings ist nur das Kyrie unter seinem Namen überliefert. Nach dem amerikanischen Musikwissenschaftler Charles Hamm sprechen allerdings stilistische Untersuchungen für eine gemeinsame Konzeption und Urheberschaft Resons der in anderen Kontexten überlieferten Messsätze. Diese Messe ist in einem für die 1420er Jahre typischen, leicht fassbaren, diskantbetontem Stil gefasst.
Insgesamt sind von Reson zwölf Werke überkommen. Neben oben genannter Messe und einigen Motetten sind auch zwei Rondeaux in französischer Sprache überliefert. Einige dieser Werke, beispielsweise ein zweistimmiges Ave verum, weisen deutlich italienischen Einfluss auf. Auch das Rondeau Ce rondolet und das polyphon komplexere Il est temps verweisen auf eine Entstehungszeit in den ersten Jahrzehnten des 15. Jahrhunderts.
Interpretiert man das Rondeau Il est temps autobiografisch, so kann man folgende Aussagen zur Person Johannes Reson treffen: Reson wirkte außerhalb seines Heimatlandes. Er wurde nie als Hofmusiker angestellt und eine finanzielle Würdigung seiner Kunst blieb im weitgehend versagt. Reson wollte in sein Heimatland zurückgehen.